# Poręba Wielka (okres Osvětim)
Poręba Wielka je vesnice ve správní oblasti gminy Osvětim v okrese Osvětim v Malopolském vojvodství v jižním Polsku. Leží přibližně 7 km jihovýchodně od Osvětimi a 48 km západně od hlavního města regionu Krakova.
Ve vesnici žije přibližně 2 400 obyvatel.

## Dějiny
Vesnice byla založena v roce 1285 komesem Adamem pod názvem Sępnia. Tento název však nevydržel dlouho, protože obec byla později zmíněna v roce 1326 v rejstříku plateb Svatopetrských haléřů mezi katolickými farnostmi osvětimského diakonie Krakovsé arcidiecéze jako Paromba.
Politicky zpočátku patřila Ratibořskému vévodství a osvětimské kastelánii. V roce 1327 se vévodství stalo lénem Českého království. V roce 1457 Jan IV. Osvětimský souhlasil s prodejem vévodství polské koruně a v průvodním dokumentu vydaném 21. února byla vesnice zmíněna jako Poramba.
Území Osvětimského knížectví bylo nakonec v roce 1564 začleněno do Polska. Po prvním dělení Polska v roce 1772 se stalo součástí rakouského království Haličska. Po první světové válce a pádu Rakouska-Uherska se stalo součástí Polska. Na začátku druhé světové války bylo anektováno nacistickým Německem a poté bylo navráceno Polsku.